# Lip (Uhrenhersteller)
Lip ist ein französischer Uhrenhersteller aus Besançon. Die Turbulenzen des Unternehmens wurden in den 1970er Jahren ein Sinnbild für die Konflikte zwischen Arbeitnehmern und Management in Frankreich.
Die Lip-Fabrik hatte in den späten 1960er und frühen 1970er Jahren finanzielle Probleme. Das Management versuchte daraufhin, sie zu schließen. Nach Streiks und einer landesweit beachteten Werksbesetzung 1973 wurde Lip jedoch von den Arbeitnehmern verwaltet. Die entlassenen Mitarbeiter wurden zwar bis März 1974 wieder eingestellt, aber die Firma im Frühjahr 1976 erneut liquidiert. Dies führte zu einem neuen Kampf, der von der Tageszeitung Libération als „der soziale Konflikt der 1970er Jahre“ bezeichnet wurde.
Charles Piaget, Gewerkschaftsführer des Gewerkschaftsbundes Confédération française démocratique du travail (CFDT), führte den Streik an. Die Parti socialiste unifié unterstützte die Autogestion (Arbeiterselbstverwaltung).

## Geschichte

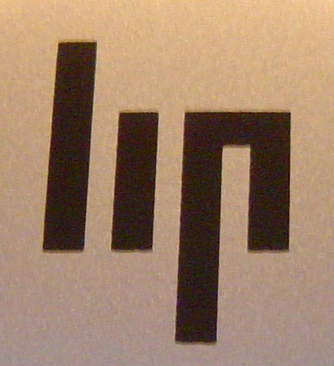
Lip-Markenzeichen

Emmanuel Lipmann und seine Söhne gründeten 1867 eine Uhrenwerkstatt unter dem Namen Comptoir Lipmann, die 1893 zur Société Anonyme d’Horlogerie Lipmann Frères (Uhrenfabrik Gebrüder Lipmann) wurde.
Der Hersteller lancierte 1896 die Lip-Stoppuhr. Danach wurde Lip die Marke des Unternehmens. Es wurden rund 2.500 Stück pro Jahr gebaut. Das Unternehmen produzierte 1952 erstmals elektromechanische Armbanduhren, genannt „Electronic“, die unter anderem von Charles de Gaulle und Dwight D. Eisenhower getragen wurden. 1948 wurde Winston Churchill ein Modell T18 angeboten.
In den 1960er Jahren geriet das hoch spezialisierte Unternehmen jedoch in finanzielle Schwierigkeiten. Fred Lip brachte das Unternehmen 1967 an die Börse und die Ebauches SA, eine Tochtergesellschaft der ASUAG, einem großen Schweizer Konsortium aus dem später durch Fusion die Swatch Group hervorging, übernahm 33 % der Aktien.
Währenddessen organisierten sich die Arbeiter, um die Arbeitsbedingungen zu verbessern. Dies erwies sich als schwierig. Charles Piaget, der Sohn eines Uhrmachermeisters, der 1946 als Facharbeiter in die Fabrik eingetreten war, wurde zum Vertreter des Gewerkschaftsbundes CFTC. Er erinnerte sich später, dass während dieser Zeit bei nationalen Streiks nur 30 oder 40 Arbeitnehmer von insgesamt 1200 bei Lip streikten. Wer streikte, wurde vom Management registriert und aufgefordert, sich deswegen zu erklären. Angelernte Arbeiter in der Produktion am Fließband durften während ihrer Schicht nicht sprechen oder sich mehr als 25 Zentimeter von ihrem Arbeitsplatz fortbewegen.
Während der landesweiten Unruhen im Mai 1968 stimmten die Arbeitnehmer der Lip dafür, dem Generalstreik beizutreten. Fred Lip versuchte, die wachsende Unzufriedenheit zu besänftigen. Er sprach mit den organisierten Arbeitnehmern über Taylorismus und schlug vor, die Anzahl der Mitglieder im Comité d’entreprise, der Mitarbeitervertretung in der Fabrik, zu erhöhen, um jüngere Vertreter zu haben. Obwohl dies verboten war, stimmten die organisierten Arbeitnehmer zu und Wahlen wurden abgehalten. Obwohl Fred Lip geglaubt hatte, dies würde ihm erlauben, mehr Kontrolle über die Arbeiter zu erlangen, traten in weniger als einem Jahr alle neuen Vertreter der CFTC bei. Fred Lip beantragte dann bei der Inspektion du Travail (Staatliche Arbeitsaufsicht), alle Abteilungen des Unternehmens aufzulösen, zu denen die meisten organisierten Beschäftigten gehörten, darunter auch Charles Piaget. Allerdings bot er Piaget eine Beförderung zum Werksleiter an. Für das nächste Jahr blockierten die Arbeiter daraufhin alle Versuche zur Beseitigung der betroffenen Abteilungen und den Abtransport von Maschinen aus der Fabrik.
Die Ebauches SA hielt ab 1970 die Kontrolle über 43 % der Aktien und wurde damit größter Aktionär. Ebauches entließ daraufhin 1.300 Beschäftigte. Im nächsten Jahr zwang der Vorstand Fred Lip zurückzutreten und ersetzte ihn durch Jacques Saint-Esprit.
Lip baute 1973 die erste französische Quarzuhr, litt aber unter dem zunehmenden Wettbewerb aus den USA und Japan. Das Unternehmen musste am 17. April 1973 die Liquidation beantragen, was zum sofortigen Rücktritt von Jacques Saint-Esprit am gleichen Tag führte. In den folgenden Wochen beschäftigten die Arbeitskämpfe in der Lip-Fabrik das nationale Publikum und es begann einer der symbolischsten sozialen Konflikte der Ära nach den Unruhen im Mai 1968. Der Konflikt dauerte mehrere Jahre.

## 1973: Anfang des Streiks und der Demonstrationen
Im Mai 1973 wurde ein Aktionskomitee (Comité d'action) gegründet, das durch die Bewegung Mai 1968 beeinflusst war. Während einer außerordentlichen Tagung des Werksrates am 12. Juni 1973 stolperten die Arbeitnehmer über die Pläne des Managements zur Umstrukturierung und Verkleinerung, die vor ihnen geheim gehalten wurden (eine Notiz lautete „450 à dégager“: 450 loswerden). Das Unternehmen entließ dann 1.300 Arbeiter. Zunächst war Charles Piaget, nun ein Funktionär des Gewerkschaftsbundes CFDT und tätig in der PSU gegen einen Streik, aber für eine Verlangsamung, bei der die Arbeitnehmer nur für 10 Minuten in einer Stunde arbeiten sollten.
Aber die Arbeiter waren über die geheimen Umstrukturierungspläne erbost und besetzten sofort die Fabrik. Am selben Tag, dem 12. Juni 1973, nahmen sie zwei Geschäftsführer und einen Inspecteur du Travail als Geiseln. Laut Piaget wollten die Arbeitnehmer diese gegen „genauere Informationen“ eintauschen. Allerdings wurden die drei Geiseln um Mitternacht schnell von der Compagnies Républicaines de Sécurité, einem Verband der Police nationale, in einem gewaltsamen Angriff befreit. Laut Piaget schockierte dieser Angriff die Arbeiter, die während der vorangegangenen Streiks darauf bedacht gewesen waren, die Fabrik in keiner Weise zu beschädigen.
Ohne ihre menschlichen Geiseln beschlossen die Arbeiter, die Materialien als Faustpfand zu nehmen, um die Restrukturierungspläne zu blockieren. Sie beschlagnahmten 65.000 Uhren und versteckten sie an verschiedenen Standorten. Sie diskutierten die moralische Legitimität der Maßnahme und fragten sich, ob es ein Diebstahl und eine Sünde sei – der Katholizismus war stark in dieser Region. Aber Jean Raguenès, ein Dominikanerpriester und Arbeiter, selbst dem Maoismus nahestehend, erteilte den Arbeitern vorab Absolution.
Die Arbeitnehmer entwendeten auch die Konstruktionsunterlagen der Fabrik, um durch den Besitz dieser industriellen Geheimnisse jedes Risiko einer Konkurrenz zu vermeiden. Am folgenden Tag hielten die Arbeiter eine Versammlung ab und beschlossen, die Fabrik Tag und Nacht zu besetzen.
Den Streik führte Piaget an. Die Hälfte der Arbeitnehmer war zu diesem Zeitpunkt Mitglied einer Gewerkschaft, entweder der CFDT oder der CGT, die meisten gehörten der CFDT an. Die Führer waren zumeist Angehörige der Action Catholique Ouvrière und Anhänger der Bildung von unten, unter ihnen Charles Piaget, Roland Vittot, Raymond Burgy, Célestin Jean Raguenes und ein leitender Angestellter des Unternehmens, Michel Jeanningros. Zwei Frauen, Jeannine Pierre-Emile und Fatima Demougeot, waren auch CFDT-Funktionäre bei Lip. Noëlle Dartevelle und Claude Mercet waren die Vertreter der Confédération générale du travail (CGT).
Die Arbeitnehmer beschlossen nun, die Fabrik für Außenstehende zu öffnen; auch für Journalisten. Dies machte sie populärer. Jacques Chérêque, der nationale Führer des Abschnitts Metallurgie der CFDT, war zunächst vorsichtig gegenüber dem Aktionskomitee. Nach Anforderung durch die Streikenden schickte er einen Vertreter, den Metallarbeiter Fredo Coutet, um den Streik mit der lokalen Vertretung der CFTC zu besprechen. Nach einer Woche war Coutet überzeugt, aber Chérêque blieb misstrauisch. Damals standen die Arbeiter einer kollektiven Selbstverwaltung noch skeptisch gegenüber und erwarteten einen Chef. Angeführt von Chérêque versuchte die CFDT nun, einen Investor für einen Firmenaufkauf zu finden.

## Eine Erfahrung in kollektiver Selbstverwaltung (1973–1974)
Am 15. Juni 1973 fand eine große Demonstration von 12.000 Personen in Besançon, einer Stadt von durchschnittlicher Größe, statt. Drei Tage später beschloss eine Versammlung der Arbeitnehmer, unter kollektiver Selbstverwaltung weiterhin Uhren herzustellen, um „sozial verträgliche Löhne“ sicherzustellen. Der Lip-Arbeitskampf wurde danach unter dem Motto C'est possible: on fabrique, on vend, on se paie! (Es ist möglich: Wir machen sie, wir verkaufen sie, wir zahlen uns!) bekannt.
Die CGT-CFDT-Allianz bat nun das Magazin Les Cahiers de Mai, ihnen dabei zu helfen, eine Streikzeitung herauszugeben. Unter dem Namen Lip-Unité (Lip-Einheit) würde diese Zeitung helfen, die Bewegung bekannt zu machen. Um die Produktion in der Fabrik neu beginnen zu können, verkauften sie, diesmal ohne Arbeitgeber, die Uhren, die sie zuvor beschlagnahmt hatten. In sechs Wochen nahmen sie das Äquivalent der halben normalen Jahreseinnahmen ein. Michel Rocard, damals Parteisekretär der PSU, beteiligte sich am Verkauf der Uhren.
„Die Frauenfrage war eine Revolution innerhalb der Revolution“, erklärte Piaget später. Die Mehrheit der Beschäftigten der Uhrenfabrik waren Arbeitnehmerinnen, insbesondere unter den angelernten Arbeitern (Ouvrier Spécialisé) an der Montagelinie.
Die nationale Führung der Gewerkschaft CGT versuchte nun, die Kontrolle zu übernehmen, und rief gegen den Willen der Arbeiter während des Tages zu Versammlungen auf. Ein großer Teil der Mitglieder des CGT wollte daraufhin zur CFDT wechseln, und die CGT beschloss schließlich, sie gehen zu lassen. Trotz dieser Spannungen mit der Führung der CGT erklärte Piaget später, dass die „Kommunisten unerlässlich blieben“.
Jean Charbonnel, unter Pierre Messmer der Minister für industrielle Entwicklung und eine historische Figur des linken Gaullismus, ernannte Henri Giraud als Vermittler des Konflikts. Die Regierung schlug dann einen neuen Plan vor, der die Entlassung von 159 Mitarbeitern (oder 180 von insgesamt 1.200 Mitarbeitern) vorsah. Am 3. August 1973 lehnten die Arbeiter dieses Angebot ab. Die Verhandlungen zwischen den Gewerkschaften, dem Aktionskomitee und dem Vermittler Giraud begannen am 11. August erneut. Vier Tage später besetzte die Garde mobile, eine militärische Einheit, die Fabrik und vertrieb die Arbeiter. Das Militär blieb bis Februar 1974.
Nach dieser gewaltsamen Besetzung entschieden sich Belegschaften in Besançon und der Region, in den Streik zu gehen, und die Arbeiter stürzten zur Lip-Fabrik, um die Streitkräfte zu bekämpfen. Gewerkschaftsführer versuchten zu vermitteln, um jede Konfrontation zu verhindern, aber die Regierung ließ weiter Verhaftungen durchführen, die in den folgenden Tagen zu Verurteilungen vor Gericht führten.
Am 29. September 1973 gab es eine Demonstration in Besançon, bei der sich 100.000 Personen bei strömendem Regen versammelten. Die Demonstration wurde marche des 100,000 genannt (Marsch der 100.000). Chérêque von der CFDT missbilligte diese Demonstration, aus Angst, die Polizei würde provoziert werden. Ein alter Bauer erschien bei Michel Rocard und sagte ihm, dass er während eines Familientreffens gehört habe, dass ein Mitglied der Spezialeinheiten der Polizei sich rühme, es habe mehr Molotow-Cocktails geworfen und mehr Autos angezündet als die Demonstranten des Mai 68. Rocard beschloss, einen Brief an die Organisatoren der Demonstration senden, um sie zu warnen. Die Demonstration verlief letztlich gewaltlos.

## Ende des ersten Konflikts
Ministerpräsident Pierre Messmer erklärte am 15. Oktober 1973 sehnsüchtig: „Lip, c'est fini!“ (Lip, es ist vorbei!). Hinter den Kulissen versuchten einige progressive Manager der Gewerkschaft CNPF, einschließlich Antoine Riboud, CEO von BSN, Renaud Gillet, CEO der Rhône-Poulenc und José Bidegain, stellvertretender Präsident der CNPF, eine Lösung des Konflikts zu finden. Schließlich stimmte Claude Neuschwander, Vize der Marketingabteilung der Publicis Groupe und Mitglied der PSU, zu, Betriebsleiter zu werden. Lip wurde eine Tochtergesellschaft von BSN und Neuschwander schaffte es, dass Riboud die regelmäßigen Kontrollen der wöchentlichen Berichte umging.
In der Zwischenzeit unterstützten neben der PSU alle linken Bewegungen das Experiment der kollektiven Selbstverwaltung der Lip. Lip-Arbeitnehmer beteiligten sich am Kampf 1973–1974 gegen die Verlängerung der Militärbasis in der Causse du Larzac. Allerdings erhöhten sich die Spannungen zwischen der CFDT und den Gewerkschaften CGT.
Die Lip-Delegation und die Fabrikleitung unterzeichneten die Vereinbarung von Dôle am 29. Januar 1974. Die Compagnie européenne d'horlogerie unter der Leitung von Neuschwander übernahm die Kontrolle der Lip. Neuschwander hatte 850 ehemalige Beschäftigte im März wieder eingestellt und der Streik wurde beendet. Um den Dezember 1974 schien der Konflikt beigelegt zu sein. Die Arbeiter betrieben die Fabrik nicht mehr und alle Mitarbeiter wurden wieder eingestellt.
Allerdings wurde im Mai 1974 Valéry Giscard d’Estaing, ein Repräsentant des freien Unternehmertums, mit der Unterstützung von Jacques Chirac zum Präsidenten von Frankreich gewählt. Sie bekämpften das Abkommen in einer Zeit, in der es überall in Frankreich zu Entlassungen kam. Der frühere Minister für industrielle Entwicklung Jean Charbonnel bezeugte, dass Giscard erklärt hatte: „Lip muss bestraft werden. Lassen Sie sie arbeitslos werden und bleiben. Andernfalls werden sie die ganze Gesellschaft infizieren“. Laut Charbonnel haben die Arbeitgeber und die Regierung Chirac Lip absichtlich „ermordet“.
Dies geschah, indem man den linksgerichteten Arbeitgeber Neuschwander und die Firma mit unvorhergesehenen Schwierigkeiten konfrontierte. Renault, damals ein staatliches Unternehmen, zog seine Aufträge zurück und das Ministerium für Industrie lehnte versprochene finanzielle Hilfen ab. Im Widerspruch zu der Dôle-Vereinbarung vom Januar 1974 forderte das Handelsgericht (tribunal de commerce), dass Lip Schulden in Höhe von 6 Millionen Franc gegenüber Gläubigern der ehemaligen Firma einlöste.

## 1976: Die zweite Bewegung

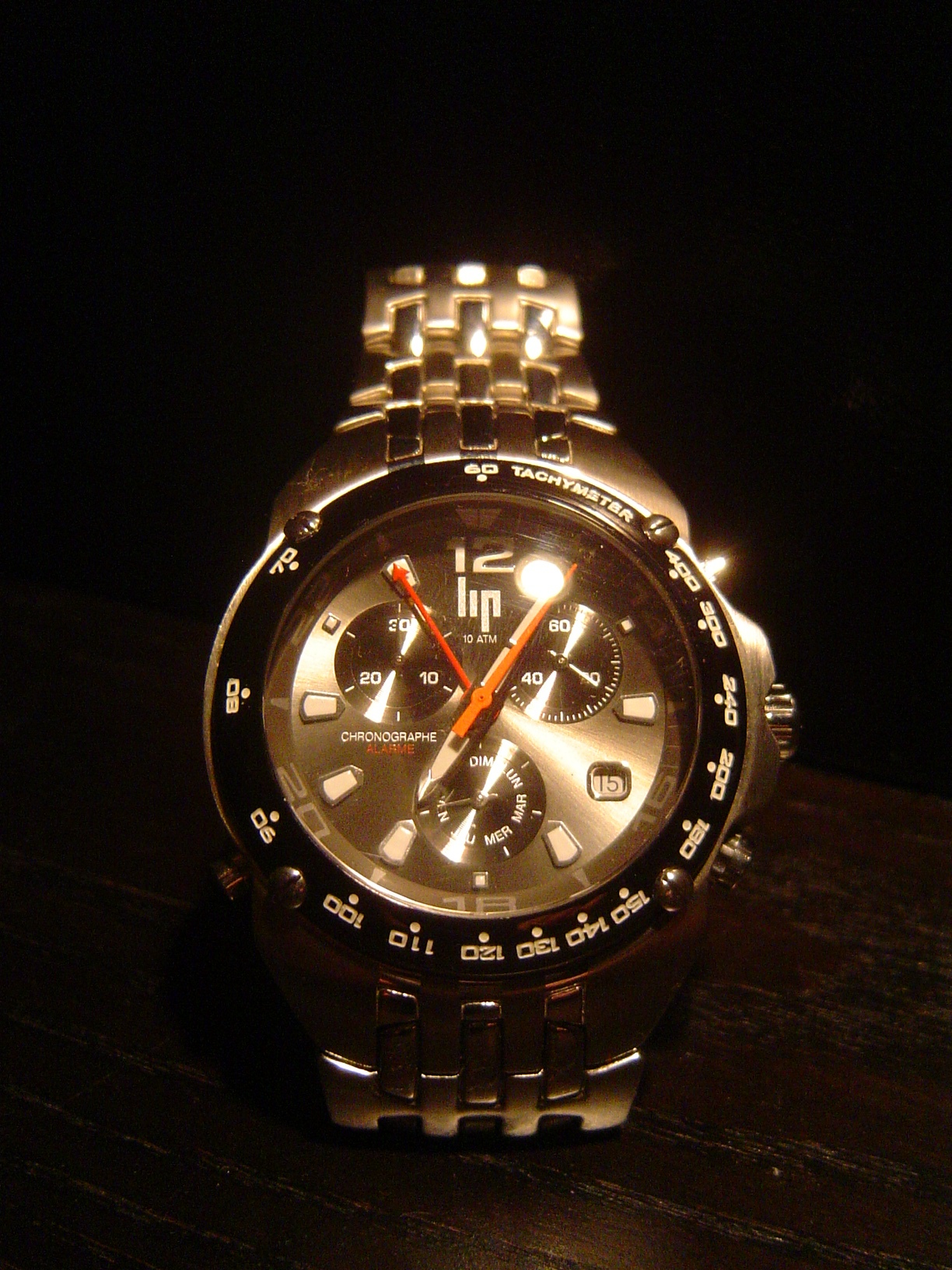

Die Aktionäre zwangen Neuschwander am 8. Februar 1976 zurückzutreten und die Compagnie européenne d’horlogerie begann das Liquidationsverfahren im April. Die Probleme zwischen Arbeitnehmern und Management begannen erneut. Am 5. Mai 1976 besetzten Arbeitnehmer wieder die Fabrik und nahmen die Produktion von Uhren auf. Die Zeitung Libération, von Jean-Paul Sartre drei Jahre zuvor gegründet, druckte die Überschrift „Lip, c’est reparti!“ („Lip, es beginnt erneut!“). Diesmal bot sich niemand an, LIP zu übernehmen. Die Firma wurde am 12. September 1977 endgültig liquidiert. Nach langen internen Debatten gründeten die Arbeitnehmer am 28. November 1977 eine Genossenschaft mit dem Namen Les Industries de Palente. Palente war das Viertel von Besançon, in dem sich die Fabrik befand. Die Abkürzung Lip blieb.
Charles Piaget äußerte sich 1977 in der Zeitschrift Le Quotidien de Paris über das Experiment der kollektiven Selbstverwaltung:
 „Ein paar mehr als 500 Arbeitnehmer stehen effektiv im Arbeitskampf, sammeln sich jeden Tag, und dies, neunzehn Monate nachdem sie entlassen wurden. Das ist ein lebender Beweis der Demokratie. Eine solche kollektive Kraft ist unmöglich ohne die anhaltende Anwendung der Demokratie, ohne Teilung der Verantwortung und Teilnahme aller Art. Es ist zu betonen, dass bei Lip, die Arbeiter für etwa dreißig Aufträge verantwortlich sind, vom Restaurant, das 300 Mahlzeiten pro Tag für 4 Franken serviert, über einen Friseur für Arbeitslose, über eine juristische Kommission für dieselben Arbeitslosen, über verschiedene handwerkliche Tätigkeiten, eine davon das Spiel Chômageopoly [„Chômeurs“ bedeutet Arbeitslose in der französischen Sprache], wovon bereits mehr als 6.000 Spiele verkauft wurden, bis schließlich zur industriellen Produktion.“

Der zweite Kampf endete nicht vor 1980, als sechs Genossenschaften, mit 250 von insgesamt 850 Beschäftigten, erstellt wurden. Die meisten anderen Beschäftigten, die sich dem Kampf angeschlossen hatten (etwa 400), wurden entweder von der Stadt angestellt oder gingen in den Vorruhestand. Die Genossenschaften bestanden zwischen drei und zwölf Jahren. Drei von ihnen, die inzwischen zu Aktiengesellschaften geworden sind, existieren noch heute, jede mit hundert Beschäftigten. Beispielsweise kamen einige ehemalige Beschäftigte der Lip zurück, um in Palente in der Genossenschaft Lip Précision Industrie SCOP ( Société Coopérative de Production) zu arbeiten, die etwa zwanzig Personen beschäftigt. Laut Piaget könnten die Schwierigkeiten des zweiten Konflikts, im Vergleich zum Erfolg des ersten Arbeitskampfes einerseits durch die Wahl Valéry Giscard d’Estaings zum Präsidenten 1974 zurückzuführen sein, dessen Regierung beschloss, Firmen in einer schwierigen Situation nicht zu helfen, und andererseits durch die Ölkrise von 1973 erklärt werden. Für Neuschwander bedeutete die Liquidierung von Lip den Tod des Manager-Kapitalismus und das Aufkommen des Finanzkapitalismus, eine Entwicklung der 1970er Jahre. oder in den Worten der Zeitung L'Humanité, den Übergang vom paternalistischen Kapitalismus unter Fred Lip, zum modernen Finanzkapitalismus.

## Lip in den 1980er und 1990er Jahren
Die Genossenschaft Lip wurde durch Kiplé 1984 während François Mitterrands Präsidentschaft zurückgekauft. Die neue Firma wurde jedoch sechs Jahre später liquidiert. Jean-Claude Sensemat kaufte dann 1990 die Marke und startete die Produktion mit modernen Marketingmethoden neu. Der Umsatz stieg auf 1 Million Uhren pro Jahr. Die Lip legte die Charles de Gaulles-Uhr neu auf, welche Sensemat dem US-Präsidenten Bill Clinton anbot. Im Jahr 2002 unterschrieb Sensemat für Lip einen Lizenzvertrag mit Jean-Luc Bernerd, der zu diesem Zweck die Manufacture Générale Horlogère in Lectoure gründete.
Piaget ist heute Mitglied des AC! (Agir Ensemble Contre le Chômage), einer Vereinigung von Arbeitslosen, während der Dominikaner Raguenès bis zu seinem Tod 2013 in Brasilien lebte und die Bewegung der Landarbeiter ohne Boden unterstützte.

## Bekannte Modelle
- T10 (La Croix du Sud)
- T18 konzipiert von André Donat, produziert von 1933 bis 1949
- l’Electronic 1952
- Mach 2000 entwickelt von Roger Tallon, dem Designer des Hochgeschwindigkeitszuges TGV.

## Bibliografie und Filme
- Jens Beckmann: Selbstverwaltung zwischen Management und »Communauté« - Arbeitskampf und Unternehmensentwicklung bei LIP in Besançon 1973-1987, Bielefeld, 2019, ISBN 978-3-8376-4581-1.
- Donald Reid: Opening the Gates. The Lip Affair, 1968-1981. London 2018. ISBN 978-1-78663-540-2; Rezension
- Maurice Clavel: Les paroissiens de Palente, Grasset, 1974, ISBN 978-2246000976.
- Monique Piton: Anders leben. Chronik eines Arbeitskampfes: Lip, Besançon. Aus dem Französischen von David Wittenberg. Frankfurt am Main, 1976, ISBN 978-3518007679.
- Charles Piaget, Michel Rocard: LIP, Lutter Stock, 1973.[12]
- Autorenkollektiv: LIP: affaire non classée, Syros, 1975.[13]
- Christian Rouaud: Les Lip, l'imagination au pouvoir, Dokumentarfilm, 2007.[14]